# Faculdade de Direito de Alagoas
Faculdade de Direito de Alagoas é uma unidade acadêmica que funciona como escola de direito da Universidade Federal de Alagoas, instituição de ensino superior pública do Brasil. Foi fundada em Maceió, em 1931, por iniciativa de professores do antigo Liceu Alagoano.
Além de carregar o título de curso mais tradicional da UFAL, a Faculdade de Direito é também a maior unidade acadêmica da Universidade Federal de Alagoas. São, em média, 850 alunos matriculados em 15 turmas distribuídas nos horários diurno e noturno.
Para uma formação de qualidade, além da graduação, oferece o curso de Mestrado em Direito Público, coordenado pelos professores doutores George Sarmento Lins Júnior e Alberto Jorge C. de Barros Lima. A Faculdade de Direito de Alagoas possui a segunda maior atividade de extensão em atendimento pessoal da Universidade. O Núcleo de Prática Jurídica (NPJ) da Faculdade abriga o Fórum Universitário/Escritório Modelo de Assistência Jurídica (EMAJ), tem sido um espaço de prática para os alunos, que recebem a orientação de professores e advogados na assistência às causas do público carente. O programa de estágio já ajudou milhares de pessoas de baixa renda, residentes nas imediações do campus A. C. Simões, na solução jurídica de problemas familiares e econômicos.
O curso de graduação da Faculdade de Direito de Alagoas (FDA/UFAL) tem sido lembrado, ao longo de sua trajetória, como referência nacional, figurando, hoje, entre os melhores cursos jurídicos do Brasil, conforme avaliações do Ministério da Educação (MEC), Ordem dos Advogados do Brasil (OAB) e periódicos.

## História
Alguns docentes do Liceu Alagoano resolveram criar a Faculdade de Direito de Alagoas (FDA). Em 24 de maio de 1931 surgiu a Faculdade sendo oficializada pelo Decreto 1.745, de 25 de fevereiro de 1933, tornando-se na mais tradicional de Alagoas.
A ata da fundação da Faculdade registra os nomes dos que comparecerem aquele evento. Dentre os participantes, figuravam Mário Guimarães, Jayme de Altavila, Guedes de Miranda, Virgilio Guedes, Barbosa Junior, Domingos Correia, Manoel Onofre de Andrade, Hermínio Barroca, Maciel Pinheiro, Leão Marinho Tavares Bastos, Francisco José dos Santos Ferraz e Xavier Acioly.
A Faculdade contou no seu corpo docente com professores catedráticos, fundadores, por concurso de provas e títulos e outros interinos e auxiliares de ensino.
Ao longo de todos esses anos, tem formado inúmeras turmas de bacharéis em Direito que hoje exercem as suas profissões como magistrados, promotores, advogados e célebres doutrinadores e catedráticos como também na Administração Pública em Alagoas e em outras partes do país.
A história registra em seus documentos importantes nomes que colaboraram para a fundação da Faculdade: Agostinho Benedito Oliveira, antigo funcionário do Liceu Alagoano, de quem partiu a ideia da fundação da faculdade; interventor federal Afonso de Carvalho, que doou o terreno e emprestou o numerário para a construção de sua sede; interventor Luís França Albuquerque que, pelo Decreto n. 1.530, de 18 de agosto de 1931, considerou-a de utilidade pública; deputado Lauro Montenegro, que apresentou o projeto para sua federalização, bem assim os dos ilustres alagoanos, Senador Freitas Cavalcante e o deputado federal Medeiros Neto.
O idealizador da criação do primeiro curso de graduação do estado, o curso de Direito, foi Agostinho Benedito de Oliveira, um homem do povo, negro, que reuniu vários professores. A formatura da primeira turma foi em 1934 e contrariando a cultura machista à época havia duas mulheres entre os concluintes, Dra. Alda Pinheiro e Dra. Antonieta Duarte, as primeiras advogadas formadas em Alagoas. O curso de Direito sempre foi ponto de referência cultural e atendia a demanda de vários estados do Nordeste, com exceção de Pernambuco, onde já havia o curso implantado. Foi um das primeiras Faculdades de Direito no Brasil, a 4ª (quarta) da região nordeste, sendo precedida pela Faculdade de Direito de Olinda (1827, hoje vinculada à Universidade Federal de Pernambuco), pela da Universidade Federal da Bahia (1891) e pela da Universidade Federal do Ceará (1903).
A Célula Mater da Universidade Federal de Alagoas contou no seu corpo docente com professores catedráticos, fundadores, por concurso de provas e títulos e outros interinos e auxiliares de ensino. Formou inúmeras turmas de bacharéis em Direito que hoje exercem as suas profissões como magistrados, promotores e advogados, como também na Administração Pública em Alagoas e em outras partes do país.
Em 1961, com a criação da UFAL, em 25 de janeiro, a Faculdade de Direito de Alagoas foi incorporada à nova instituição criada. Mas em 1973, com a implantação do regime de crédito e da departamentalização da Ufal, havia perdido a condição de faculdade e ficou vinculado ao Centro de Ciências Sociais Aplicadas (CCSA).
A criação do Centro de Ciências Jurídicas (CJUR) só veio na década de 90, quando o curso foi desligado do CCSA e recuperou sua autonomia. Dr. Paulo Luiz Netto Lôbo, ex-membro do Conselho Nacional de Justiça - CNJ, foi o primeiro diretor do Centro e esteve à frente do CJUR até 1999. Segundo ele, nesse período o curso começou a incentivar a capacitação dos professores. Em convênio com a Universidade Federal de Pernambuco (UFPE) foi formada uma turma especial do mestrado em Direito da instituição pernambucana, implantado na UFAL.
Após 32 anos de espera por uma sede própria, uma vez que o saudoso e vetusto prédio da Faculdade de Direito, na antiga Praça do Montepio no centro de Maceió, foi desativado durante o período da Ditadura Militar, o então Centro de Ciências Jurídicas da UFAL finalmente recuperou um espaço seu. O novo prédio está instalado no campus A. C. Simões, próximo à Reitoria e ao Fórum Universitário, e em funcionamento desde julho de 2005. As instalações atenderão à parte administrativa da Faculdade, à graduação e à pós-graduação.
Com o novo regimento da Universidade, instituído em 2006, o CJUR voltou a utilizar o nome de Faculdade de Direito de Alagoas.

## Cronologia
- 1931: fundada em 24 de maio;
- 1933: oficializada pelo Decreto 1745, de 25 de fevereiro;
- 1949: federalizada em 24 de dezembro (lei nº 1.014);
- 1961: incorporada à Universidade Federal de Alagoas no ato de sua fundação (25 de janeiro de 1961).

## Atividade e estrutura
A FDA realiza a sua atividade apoiada no trinômio: ensino jurídico, pesquisa e extensão. Assim, extinto o sistema tradicional de divisão em departamentos, estatuiu-se a criação dos seguintes núcleos:
- Núcleo de Prática Jurídica (NPJ)
- Núcleo de Extensão (NEX)
- Núcleo de Pesquisa (NPE)

A este último cabe o desenvolvimento da pesquisa no âmbito da graduação da FDA, que conta com os seguintes professores em seu corpo docente permanente:
Dr. Alberto Jorge Correia de Barros Lima; Dr. Andreas Joachim Krell; Dr. Gabriel Ivo; Dr. George Sarmento Lins Júnior; Dr. Manoel Cavalcante de Lima Neto; Dr. Marcos Bernardes de Mello; Drª. Maria das Graças Marques Gurgel; Drª. Olga Jubert Gouveia Krell; Dr. Querino Mallmann; Dr. Adrualdo de Lima Catão; Drª Alessandra Marchioni; Dr. Frederico Dantas; Msc. Marcos Ehrhardt; Dr. Beclaute Oliveira; Msc. Thiago Bomfim; Msc. José Barros; Msc. Welton Roberto; Msc. Elaine Pimentel; Msc. Filipe Lobo; Msc. João Leite; Msc. Jasiel Ivo; Msc. Mauricio Pitta; Esp. Wladimir Paes; Esp. Dilmar Camerino.

## Centro Acadêmico Guedes de Miranda (CAGM)
O Centro Acadêmico Guedes de Miranda (CAGM) é a entidade representativa dos estudantes da Faculdade de Direito de Alagoas - UFAL. Dele são membros todos os alunos da Faculdade de Direito.
É a entidade que representa as reivindicações e sugestões dos alunos do curso, diante da Universidade. Daí advém sua legitimidade, procurando inovar nas suas atuações e reivindicações, e ser ponte entre os alunos, a instituição e a comunidade.
A atual gestão do CAGM é "CAGM tá ON", eleita para o período 2021/2022.